# 犹地亚
31°41′56″N 35°18′23″E / 31.69889°N 35.30639°E

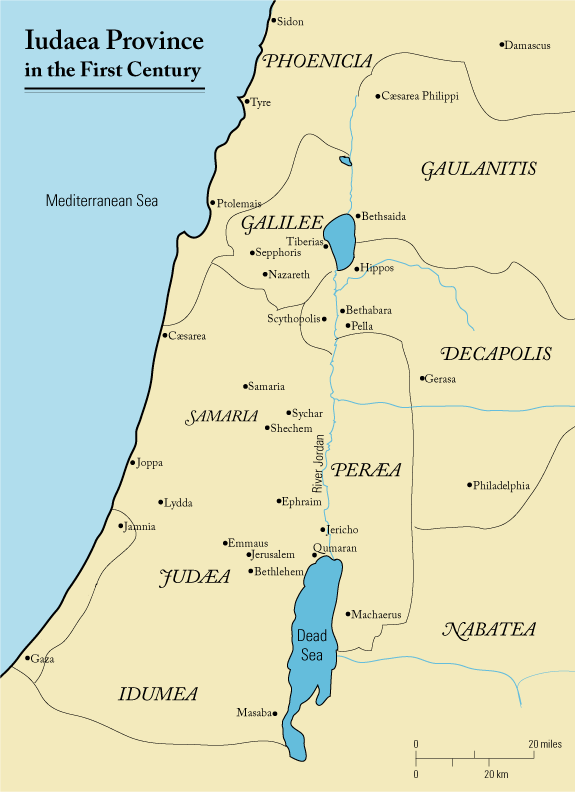
犹地亚全圖（加利利與撒瑪利亞以南）。

犹地亚（希伯來語：‎， 標準讀音: Yəhuda， 提式發音: Yəhûḏāh；希臘語：／，阿拉伯语：‎／，拉丁語：／）是古代以色列地的南部山區地帶從聖經記載、到羅馬帝國時期、直至現今的通稱，自1948年成為約旦王國之「西岸」而聞名。
该山地又叫中央山脉，位于巴勒斯坦地区中部。东连犹大旷野，南连南地，西连高原，北连以法莲山地。主要城市有北部的耶路撒冷和南部的希伯伦。

## 文獻來源
1. ↑  . Books.google.com.   [2012-12-31]. （原始内容存档于2019-01-07）.
2. ↑  .   [2014-09-30]. （原始内容存档于2019-06-14）.